# Douglas F4D Skyray
Douglas F4D Skyray (F-6 Skyray) byl proudový palubní stíhací letoun postavený výrobcem Douglas Aircraft pro americké námořnictvo na počátku studené války. Přestože byl operačně používán jen krátkou dobu a nikdy nebyl použit ve skutečném boji, byl vůbec prvním palubním letounem, který se stal držitelem absolutního světového rychlostního rekordu. Byl také prvním palubním letounem amerického námořnictva, který byl schopný dosáhnout nadzvukové rychlosti ve vodorovném letu.
Typ F4D Skyray byl vyvinut na základě specifikací amerického námořnictva z roku 1947, které požadovaly stíhací letoun, schopný zničit cíl letící ve výšce 15 240 metrů a to do 5 minut od zjištění jeho polohy. Na podobě letounu se podepsala i touha amerického námořnictva získat letoun, který by využíval aerodynamických koncepcí německého aerodynamika Alexandra Lippische (autora bezocasé raketové stíhačky Messerschmitt Me 163) z doby druhé světové války. Ze Skyraye byl vyvinut ještě typ Douglas F5D Skylancer, jehož vývoj ale byl zastaven.

## Vývoj

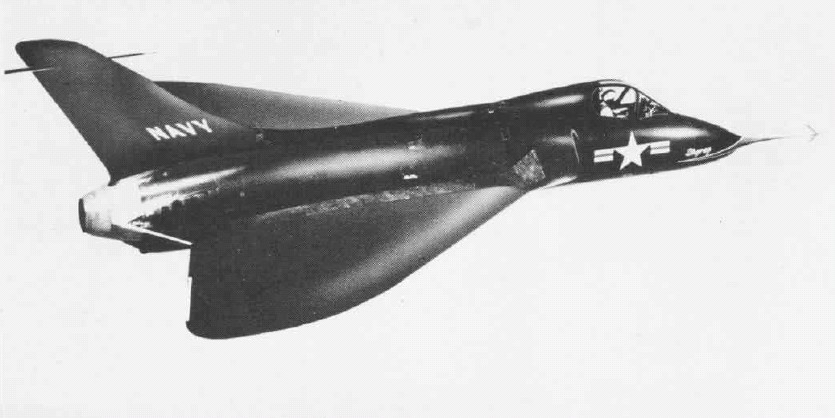
Jeden z prototypů XF4D-1 Skyray

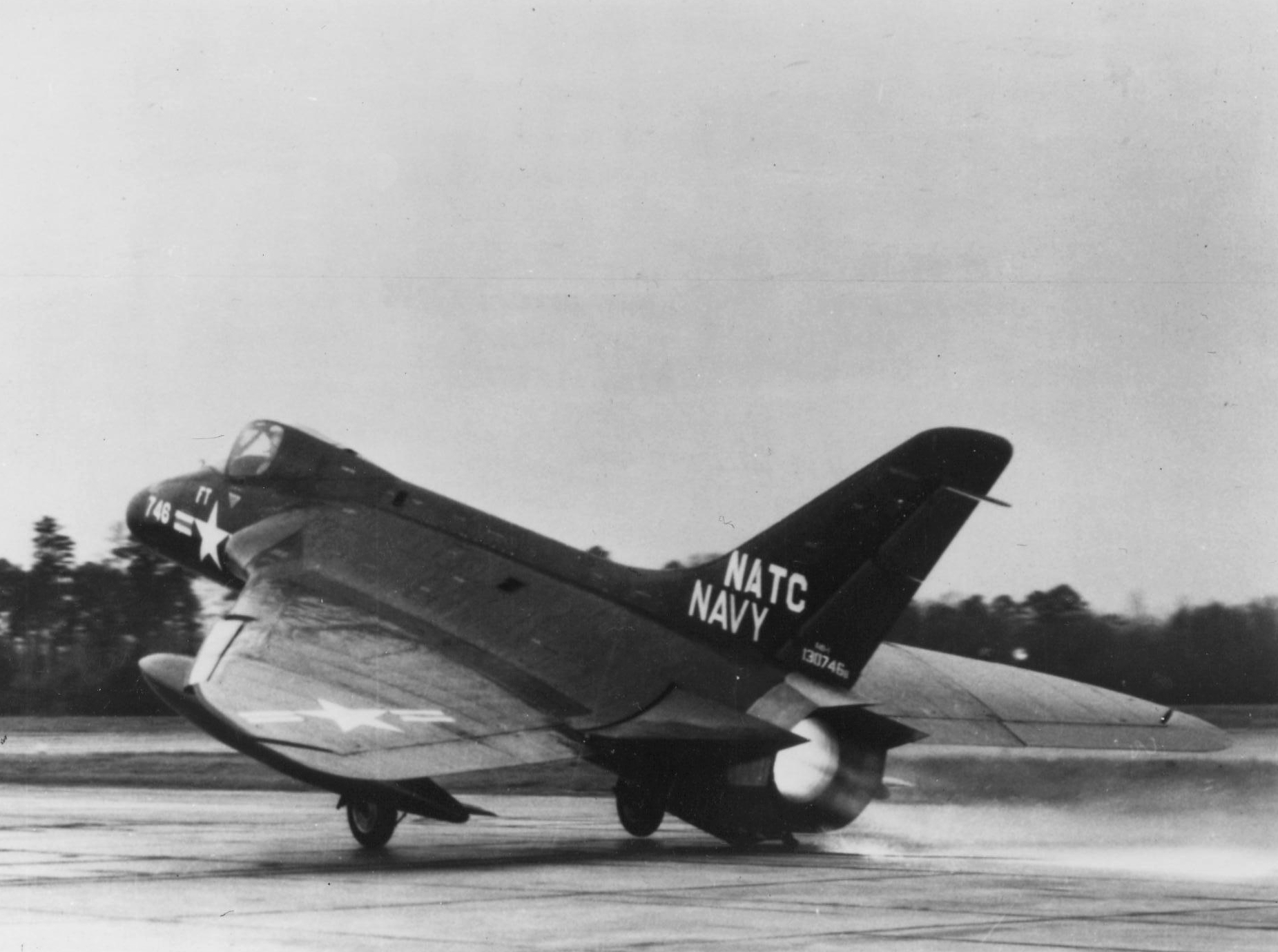
Douglas F4D-1 Skyray. Pohled zezadu, 1956

V konstrukci F4D bylo použito široké, okrouhlé delta křídlo s kulatými konci. Letoun dostal přezdívku podle rejnoka manta, kterého připomíná. Tlusté kořeny křídel obsahovaly vstupy vzduchu do motoru. Palivové nádrže byly jak v trupu letounu, tak v jeho křídlech. Na náběžné hraně křídla byly sloty, které měly zvýšit vztlak při vzletu a přistání. Na odtokové hraně křídel byly elevony, které sloužily k ovládání letounu.
Letoun měl pohánět motor Westinghouse J40, jehož vývoj ale nebyl úspěšný. Pro zálet a úvodní období zkoušek jej pro úsporu času zastoupil motor Allison J35-A-17 o tahu 22,6 kN. Naštěstí konzervativní konstruktéři Douglasu počítali i s alternativními motory a proto byl nakonec použit motor Pratt & Whitney J57, který byl větší a výkonnější. Sériová výroba letounu probíhala v letech 1950–1958. Námořnictvo získalo první kusy v roce 1956 a námořní pěchota v roce následujícím. Celkem bylo postaveno 419 kusů hlavní sériové varianty F4D-1. Jiné varianty zůstaly jen ve fázi projektu.
Typ F4D se vyznačoval především výbornou stoupavostí. I v této kategorii vytvořil řadu rekordů. Byl schopný vystoupat do výšky 15 000 metrů za pouhé 2 minuty a 36 sekund, přičemž po celou dobu stoupal pod úhlem 70°.
Dne 22. května 1958 major Edward Norris LeFaivre s letounem F4D-1 Skyray (sériové číslo 130745) ustavil pět rekordů Mezinárodní letecké federace (FAI). Startoval ze základny NAS Point Mugu. Výšky 3000 metrů dosáhl za 44,392 sekund, 6000 metrů za minutu a 6,095 sekundy, výšky 9000 metrů za minutu a 30,025 sekundy, výšky 12 000 metrů za minutu a 51,244 sekundy a konečně výšky 15 000 metrů dosáhl za dvě minuty a 36,233 sekundy.

## Operační nasazení

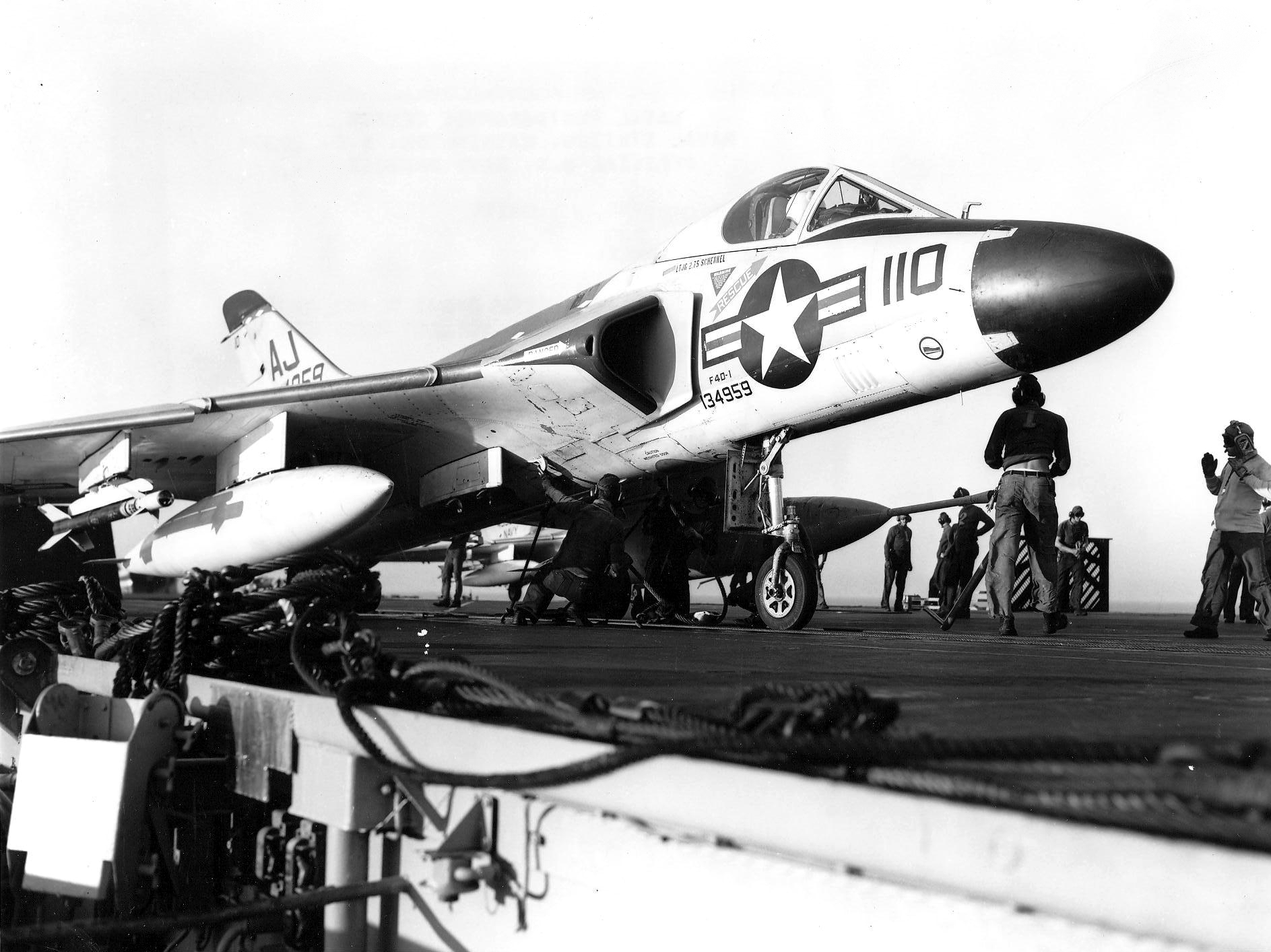
Douglas F4D-1 Skyray se připravuje ke startu z lodi USS Forrestal, 1961

První jednotkou provozující typ F4D-1 byla v dubnu 1956 squadrona VC-3. Jednotka byla později přeznačena na VFAW-3 a jako jediná jednotka námořnictva byla zařazena do systému protivzdušné obrany NORAD a sídlila v San Diegu. Do boje se však typ nikdy nedostal. V roce 1962 došlo k přeznačení amerických letounů a Skyray dostal nové označení F-6A. V té době letoun provozovaly už jen čtyři squadrony námořnictva (VFAW-3, VMF-114, VMF-513, VMF(AW)-542) a tři rezervní squadrony (VMF-215, VF-881, VF-882). Jako úplně poslední tento typ v únoru 1964 vyřadila jednotka VMF(AW)-542.
Na poměrně rychlém vyřazení typu měl velký podíl fakt, že byl navržen pro záchytné stíhání bombardéru ve vysokých výškách a na jiné bojové úkoly se již příliš nehodil. Po vyřazení typu byly čtyři kusy až do roku 1969 používány NACA (brzy se změnila na NASA) k pokusným úkolům.

## Varianty
- XF4D-1 (YF-6A) - prototypy, 2 kusy.
- F4D-1 (F-6A) - sériový model, 419 kusů.
- F4D-2 - varianta F4D-1 s motorem J57-F-14, objednáno 100 kusů, ale objednávka byla zrušena.
- F4D-2N - verze F4D-2 s rozšířeným radarovým vybavením, z projektu vznikl typ Douglas F5D Skylancer.

## Specifikace (F4D-1)

Třípohledový nákres F4D

### Technické údaje
- Posádka: 1 (pilot)
- Rozpětí: 10,21 m
- Délka: 13,8 m
- Výška: 3,96 m
- Nosná plocha: 52 m²
- Hmotnost prázdného letounu: 7268 kg
- Vzletová hmotnost: 10 273 kg
- Max. vzletová hmotnost: 12 300 kg
- Plošné zatížení: 198 kg/m²
- Pohonná jednotka: 1 × proudový motor Pratt & Whitney J57 (verzí -P-8, -8A, -8B)
  - Tah motoru: 45 kN
  - Tah s forsáží: 71 kN

### Výkony
- Nejvyšší rychlost: 1200 km/h
- Dostup: 17 000 m
- Stoupavost: 93,3 m/s
- Dolet: 1100 km
- Přeletový dolet: 1900 km

### Výzbroj
- 4 × 20mm kanón Mk 12 v kořenech křídla (65 nábojů na hlaveň)
  - Varianty podvěšené výzbroje:
- 6 × raketnice po 7 ks neřízených střel ráže 70 mm
- 4 × raketnice po 19 ks neřízených střel ráže 70 mm
- 2 × řízená střela AIM-9 Sidewinder
- 2 × 909 kg (2000 lb) puma